# Skomrak
Skomrak is een plaats in de Noorse gemeente Lyngdal, provincie Agder. Skomrak telt 214 inwoners (2007) en heeft een oppervlakte van 0,12 km².